# Trường phái Elea
Trường phái Elea (tiếng Anh: Eleatic school, tiếng Pháp: École éléatique) là một trường phái triết học nổi tiếng của Hy Lạp cổ đại. Trường phái này là một trong những trường phái nổi tiếng nhất của triết học Tiền Socrates. Trường phái Elea kéo dài từ cuối thế kỷ 6 TCN đến đầu thế kỷ 5 TCN. Nét độc đáo của trường phái này là phép biện chứng phủ định. Những nhà triết học đi theo trường phái này đều là các chính khách nổi tiếng của thành phố Elea, một đô thị sầm uất ven biển phía nam của nước Ý.

## Tư tưởng triết học[2]
Trường phái Elea mặc dù đã tuân thủ một cách có ý thức các nguyên tắc siêu hình học, nhưng các vấn đề mà những nhà triết học thuộc trường phái này đặt ra như bản chất, hiện tượng, không gian, thời gian, vận động,... lại dường như không phải là để đối lập lại biện chứng khách quan và biện chứng nhận thức của Heraclitus. Hơn nữa, khi bảo vệ các quan điểm triết học của mình, đặc biệt là aporie của Zeno xứ Elea, họ đã gõ vào cánh cửa của tư duy trên tinh thần thúc đẩy sự khám phá, tìm tòi chính những cái hàng ngày mà theo thói quen chúng ta cho là đúng. Có thể ở trường phái Elea, cách đặt vấn đề lại quan trọng hơn cách giải quyết vấn đề.

## Một số nhà triết học tiêu biểu[1]
- Xenophanes
- Parmenides
- Zeno xứ Elea
- Melissus xứ Samos